# John Geiger
John Francis Geiger (Filadelfia, 28 marzo 1873 – Filadelfia, 6 dicembre 1956) è stato un canottiere statunitense.
Geiger partecipò ai Giochi olimpici di Parigi 1900 con la squadra Vesper Boat Club di Filadelfia nella gara di otto, in cui conquistò la medaglia d'oro.

## Palmarès
| Anno | Manifestazione  | Sede   | Evento | Risultato |
| ---- | --------------- | ------ | ------ | --------- |
| 1900 | Giochi olimpici | Parigi | Otto   | Oro       |